# Martine Poupon
Pour les articles homonymes, voir Poupon.
Martine Poupon est une lutteuse libre française née le 20 juin 1965.
Elle est double championne du monde en 1990 et en 1991 dans la catégorie des moins de 50 kg.

## Palmarès

### Championnats du monde
- Médaille d'or en lutte libre dans la catégorie des moins de 50 kg en 1991 à Tokyo
- Médaille d'or en lutte libre dans la catégorie des moins de 50 kg en 1990 à Luleå
- Médaille de bronze en lutte libre dans la catégorie des moins de 50 kg en 1992 à Villeurbanne
- Médaille de bronze en lutte libre dans la catégorie des moins de 50 kg en 1987 à Lørenskog

### Championnats d'Europe
- Médaille d'or en lutte libre dans la catégorie des moins de 50 kg en 1988 à Dijon